# عنصر روانی جرم
عنصر روانی جرم' یا نیّتِ مجرمانه (به لاتین: Mens rea به معنای  «ذهن گناهکار») به اراده آزاد و آگاهی فاعل جرم در هنگام ارتکاب عمل مجرمانه اشاره دارد. سوء نیت مجرمانه یکی از عناصر جرم  در حقوق کیفری است. یعنی یک عمل زمانی جرم محسوب می‌شود که عنصر روانی در آن وجود داشته باشد. البته نیت و قصد مجرمانه هیچگاه بدون حضور عنصر مادی یعنی ارتکاب عمل در عالم واقعیت قابل مجازات نیست. برای مثال  تبصرهٔ ۱ مادهٔ ۴۱ قانون مجازات اسلامی مصوب ۱۳۷۰، بیان می‌دارد که صرفِ قصد برای انجام جرمی، موجب تعقیب و مجازات نمودن مرتکب نمی باشد

## قصد عام
صرف ارتکاب عالمانهٔ عمل خلاف قانون. مثلاً اگر حمل سلاح غیرمجاز جرمی است که برای تحقق آن قصد عام کافی است.

## قصد خاص
گاه علاوه بر قصد عام، باید قصد خاص برای تحقق جرم موجود باشد.

## تقصیر
تقصیر به معنای «تجاوز ار رفتاری است که انسان متعارف در همان شرایط وقوع حادثه دارد.» اقسام تقصیر عبارت است از:
1. بی‌احتیاطی: مثلاً راننده‌ای که سریع‌تر از حد مجاز براند.
2. بی‌مبالاتی: مثلاً اینکه کسی در معبر چاهی حفر کند ولی علامت هشداردهنده کنار آن قرار ندهد.
3. عدم مهارت: مثل پزشکی که به دلیل عدم مهارت در عمل جراحی موجب صدمه به بیمار شود.
4. عدم رعایت نظامات قانونی: مثل راننده‌ای که بدون توجه به علایم رانندگی ایجاد حادثه کند.

## انگیزه
انگیزه در اصل تحقق جرم دخالتی ندارد ولی در عین حال در حقوق کیفری دارای دو نقش اساسی است.
1. انگیزی می‌تواند در ماهیت و نوع جرم مؤثر واقع شود، مثلاً می‌تواند انگیزهٔ کسی که مسئول کشوری را به قتل برساند می‌تواند جرم را از جرم عادی به جرم سیاسی (یا محاربه در قانون مجازات اسلامی ایران) تغییر دهد.
2. انگیزه می‌تواند در تعیین مجازات نقش داشته باشد. مثلاً اگر مجرم جرم را با انگیزهٔ «شرافتمندانه» مرتکب شده باشد ممکن است از تخفیف در مجازات (جهات مخففه) بهره‌مند شود.